# Justin Reid
Justin Quintin Reid (geboren am 15. Februar 1997 in Prairieville, Louisiana) ist ein US-amerikanischer American-Football-Spieler auf der Position des Safeties. Er spielte College Football für die Stanford University und steht seit 2025 bei den New Orleans Saints in der National Football League (NFL) unter Vertrag. Von 2018 bis 2021 spielte Reid für die Houston Texans, anschließend war er von 2022 bis 2024 für die Kansas City Chiefs aktiv. Mit den Chiefs gewann er den Super Bowl LVII und den Super Bowl LVIII.

## College
Reid besuchte die Dutchtown High School in Geismar, Louisiana, und ging ab 2015 auf die Stanford University, um College Football für die Stanford Cardinal zu spielen. In der Saison 2017 erzielte Reid 99 Tackles, davon 6,5 für Raumverlust, sowie fünf Interceptions und wurde in das All-Star-Team der Pacific-12 Conference gewählt. Nach der Saison gab er seine vorzeitige Anmeldung für den NFL Draft bekannt.

## NFL
Reid wurde im NFL Draft 2018 in der dritten Runde an 68. Stelle von den Houston Texans ausgewählt. Da die Texans in diesem Jahr keinen Erst- und keinen Zweitrundenpick besaßen, war Reid der erste von den Texans 2018 ausgewählte Spieler. Als Rookie kam er in allen 16 Spielen der Regular Season zum Einsatz und spielte 13-mal von Beginn an, darunter auch eine Partie der Play-offs. Reid erzielte 88 Tackles und drei Interceptions, er konnte zehn Pässe verhindern, einen Fumble erzwingen und zwei Fumbles erobern. Am elften Spieltag gelang ihm gegen die Washington Redskins ein Interception-Return-Touchdown über 101 Yards, der erste Touchdown seiner gesamten Karriere. Vor Beginn seiner zweiten NFL-Saison wurde Reid am Handgelenk operiert. Trotz eines Labrumrisses in der Schulter vor Beginn der Spielzeit 2019 spielte Reid in 15 von 16 Partien, dabei gelangen ihm zwei Interceptions. Zudem stand er in zwei Spielen der Play-offs auf dem Feld. Am 14. Spieltag der Saison 2020 zog Reid sich eine Bandverletzung im Daumen zu und verpasste daher die letzten drei Partien der Saison.
Im März 2022 unterschrieb Reid einen Dreijahresvertrag im Wert von 31,5 Millionen US-Dollar bei den Kansas City Chiefs. Am ersten Spieltag der Saison 2022 kam Reid beim Spiel gegen die Arizona Cardinals auch als Kicker zum Einsatz, da sich Harrison Butker als etatmäßiger Kicker der Chiefs während des Spiels verletzt hatte. Dabei verwandelte Reid einen von zwei Extrapunkten und übernahm sieben Kickoffs. Er bestritt 2022 erstmals seit seiner Rookiesaison alle Spiele und verzeichnete 83 Tackles, einen Sack und sieben verteidigte Pässe. Reid zog mit den Chiefs in den Super Bowl LVII ein, den sie mit 38:35 gegen die Philadelphia Eagles gewannen. Auch in seiner zweiten Saison in Kansas City gewann Reid mit den Chiefs den Super Bowl. Beim 25:22-Sieg nach Overtime gegen die San Francisco 49ers im Super Bowl LVIII erzielte er neun Tackles und einen halben Sack. Reid erreichte in seiner dritten Spielzeit für die Chiefs ein weiteres Mal den Super Bowl, unterlag mit seinem Team aber im Super Bowl LIX den Philadelphia Eagles.
Im März 2025 einigte Reid sich mit den New Orleans Saints auf einen Dreijahresvertrag im Wert von 31,5 Millionen US-Dollar.

### NFL-Statistiken
| Saison                             | Saison | Spiele | Spiele      | Tackles | Tackles | Tackles | Tackles | Interceptions | Interceptions | Interceptions | Interceptions | Interceptions | Fumbles | Fumbles | Fumbles |
| Jahr                               | Team   | Spiele | als Starter | Gesamt  | Solo    | Ast     | Sacks   | PD            | INT           | Yds           | Lng           | TD            | FF      | FR      | TD      |
| ---------------------------------- | ------ | ------ | ----------- | ------- | ------- | ------- | ------- | ------------- | ------------- | ------------- | ------------- | ------------- | ------- | ------- | ------- |
| 2018                               | HOU    | 16     | 12          | 88      | 70      | 18      | 0,0     | 10            | 3             | 128           | 101           | 1             | 1       | 2       | 0       |
| 2019                               | HOU    | 15     | 15          | 78      | 57      | 21      | 2,0     | 5             | 2             | 55            | 37            | 0             | 0       | 1       | 0       |
| 2020                               | HOU    | 13     | 13          | 83      | 62      | 21      | 0,0     | 4             | 0             | 0             | 0             | 0             | 0       | 0       | 0       |
| 2021                               | HOU    | 13     | 13          | 66      | 45      | 21      | 0,0     | 4             | 2             | 45            | 24            | 0             | 1       | 0       | 0       |
| 2022                               | KC     | 17     | 17          | 83      | 59      | 24      | 1,0     | 7             | 0             | 0             | 0             | 0             | 0       | 0       | 0       |
| 2023                               | KC     | 16     | 16          | 95      | 74      | 21      | 3,0     | 7             | 1             | 11            | 11            | 0             | 1       | 0       | 0       |
| 2024                               | KC     | 16     | 16          | 87      | 61      | 26      | 0,0     | 9             | 2             | 8             | 8             | 0             | 0       | 0       | 0       |
| Gesamt                             | Gesamt | 106    | 102         | 580     | 424     | 156     | 6,0     | 46            | 10            | 247           | 109           | 1             | 3       | 3       | 0       |
| Quelle: pro-football-reference.com |        |        |             |         |         |         |         |               |               |               |               |               |         |         |         |

## Persönliches
Sein Bruder Eric Reid spielte von 2013 bis 2019 in der NFL als Safety für die San Francisco 49ers und die Carolina Panthers.

## Trivia
Reid, der an der Highschool auch als Kicker spielte und als Fußballer aktiv war, war Ersatzkicker bei den Texans und war dies auch am College, wo er jedoch in dieser Funktion nicht eingesetzt wurde. Im letzten Spiel der Preseason 2021 übernahm er wegen einer Verletzung des etatmäßigen Kickers der Texans, Kaʻimi Fairbairn, drei Kickoffs.